# Charmides (geslacht)
Charmides is een geslacht van Phasmatodea uit de familie Diapheromeridae. De wetenschappelijke naam van dit geslacht is voor het eerst geldig gepubliceerd in 1875 door Carl Stål.

## Soorten
Het geslacht Charmides  is monotypisch en omvat slechts de volgende soort:
- Charmides cerberus (Westwood, 1859)